# Macrostomus nigriventris
Macrostomus nigriventris är en tvåvingeart som beskrevs av Macquart 1846. Macrostomus nigriventris ingår i släktet Macrostomus och familjen dansflugor. Inga underarter finns listade i Catalogue of Life.